# Sant Rafel del Maestrat (kommun)
Sant Rafel del Maestrat är en kommun i Spanien.   Den ligger i provinsen Província de Castelló och regionen Valencia, i den östra delen av landet, 300 km öster om huvudstaden Madrid. Antalet invånare är 556.